# Teodora la Joven
Teodora La Joven o Teodora II, hija de los condes de Túsculo Teofilacto I y Teodora la Mayor, asimismo hermana de Marozia; participó de la llamada “soberanía de las rameras”, la cual inauguró su madre.
El estar casada con el cónsul Graciano Crescencio, no impidió que fuera amante del futuro Juan X, hecho que acarreo los celos de su hermana al ser este contrario a su voluntad. Aunque también se dice que no fue ella la amante de Juan X, sino su madre, quien para tenerlo cerca lo hizo sentarse en la silla de Pedro. 
Se señala a Teodora la Joven como progenitora del papa Juan XIII, según unos junto a su esposo, y otros, con un obispo de nombre Juan, aunque hay quien dice que en verdad fue su abuela a través de su hija Teodora III.